# フェデリコ・バルザレッティ
フェデリコ・バルザレッティ（Federico Balzaretti, 1981年12月6日 - ）は、イタリア・トリノ県トリノ出身の元サッカー選手。現役時代のポジションはディフェンダー。左サイドバックが本職であるが、右サイドでもプレーでき、中盤のサイドもこなす。

## 経歴

### クラブ

#### トリノ
6歳の時にトリノFCのユースチームでキャリアをスタートさせ、レンタル移籍先のヴァレーゼでプロデビューを果たし、2001年にはシエナでプレーした。
2002-03シーズンからトリノに復帰し、2002年9月14日のインテル戦でセリエAデビュー。2003-04シーズンからレギュラーに定着し、2004-05シーズンはプレーオフ突破に貢献するも、トリノの破産によりセリエA昇格の権利を失い、2005年8月10日には他のトリノの選手たちとともに自由契約となった。

#### ユヴェントス
自由契約となったバルザレッティは、同じトリノにあるクラブであり、トリノのライバルであるユヴェントスに移籍した。トリノへの忠誠を誓っていたバルザレッティは妻が妊娠していたこともありトリノの街に留まることを選んだが、トリノサポーターからは裏切り者としてブーイングを受けることとなった。
ユヴェントス移籍当初はレギュラーではなかったものの、次第にファビオ・カペッロの信頼を勝ち取り計28試合に出場した。2005-06シーズンを1位で終えたユヴェントスはカルチョ・スキャンダルの影響でセリエB降格が決まったが、バルザレッティはユヴェントスに残留した。
2006-07シーズンはレギュラーとして計40試合に出場し、ユヴェントスの1シーズンでのセリエA復帰に貢献。2007年2月17日のクロトーネ戦ではプロ初ゴールを記録した。

#### フィオレンティーナ

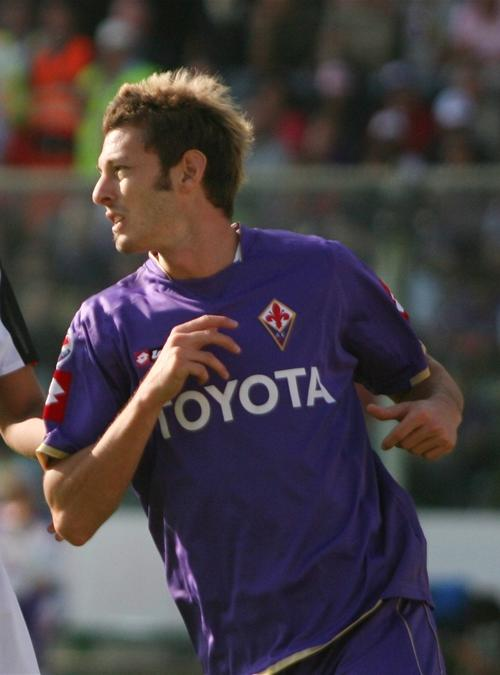
フィオレンティーナ時代のバルザレッティ

2007年6月20日に移籍金380万ユーロ、4年契約でフィオレンティーナに移籍した。移籍発表後にはユヴェントスのホームページでファンに向け別れと感謝のメッセージを送った。しかし調整に失敗しシーズンの前半で6試合の出場にとどまった。

#### パレルモ
2008年1月25日にパレルモへ移籍金380万ユーロ、3年半の契約で移籍した。
2008年2月2日のリヴォルノ戦でパレルモでのデビューを飾ると、レギュラーに定着し16試合に出場。2008-09シーズンは33試合に出場した。2009年10月18日のリヴォルノ戦でマッティア・カッサーニのクロスを左足でボレーし移籍後初得点を記録。バルザレッティの28歳の誕生日である同年12月6日にはカリアリ戦に出場し、セリエA通算100試合出場を達成した。
2010年1月11日に、パレルモとの契約を新たに2013年まで延長した。
2010年10月31日のラツィオ戦に出場し、パレルモでの通算100試合出場を達成。このシーズンは計44試合に出場し2得点、7アシストを記録し、セリエAトップクラスのサイドバックとして評価された。
2011-12シーズン、2012年3月24日のウディネーゼ戦で負傷。5月6日のホーム最終戦、キエーヴォ戦で復帰するも、シーズン最終戦を気管支炎で欠場し、計32試合の出場に終わった。

#### ローマ

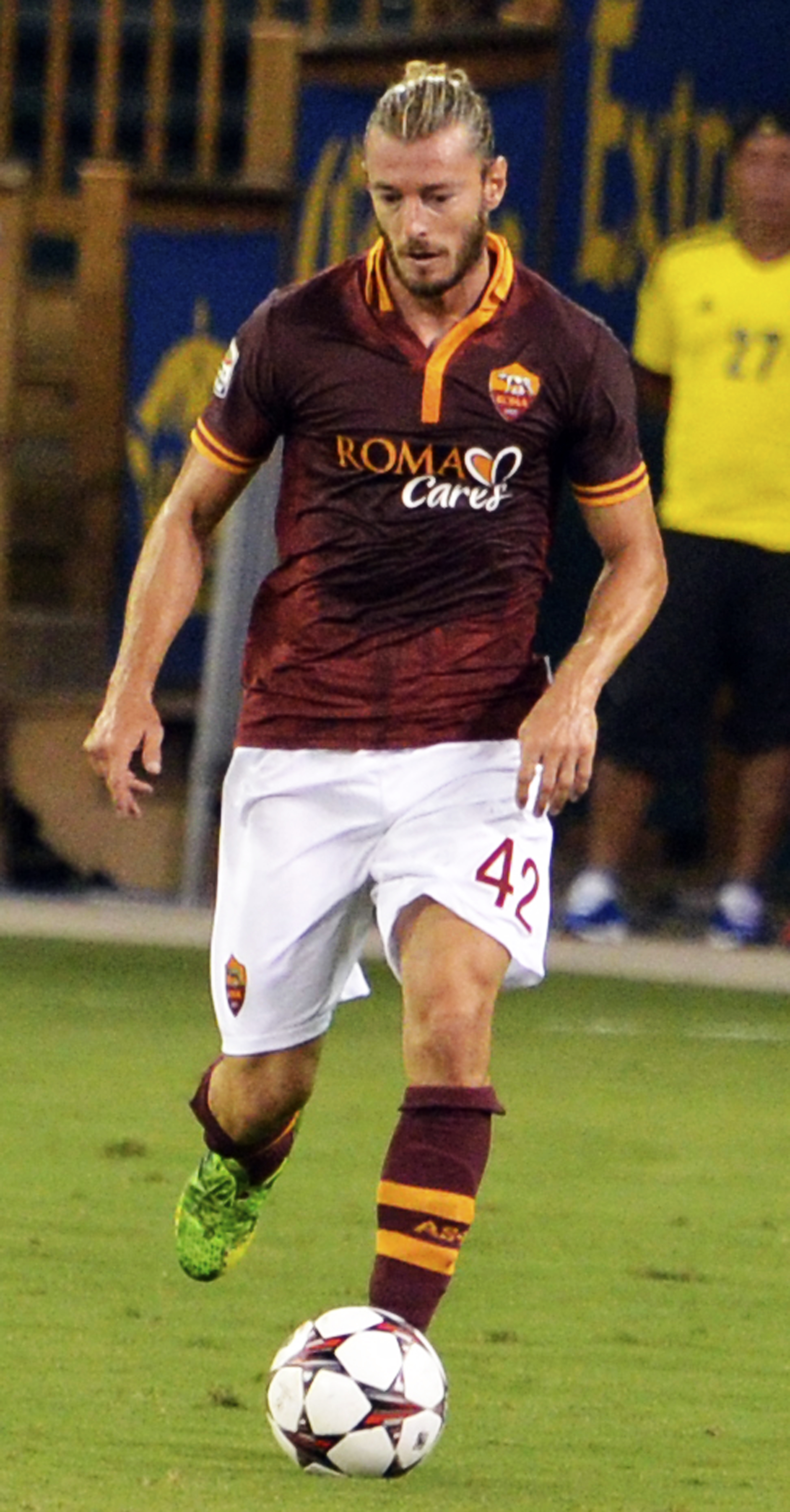
ローマでプレーするバルザレッティ

2011-12シーズン終了後にパレルモの3年契約、年俸120万ユーロ、将来的なキャプテンの地位を約束した契約延長を拒否し、2012年8月1日、ASローマに移籍金450万ユーロ、2015年までの3年契約、年俸150万ユーロで移籍した。同日にはパレルモのホームページに、バルザレッティのサポーターへのメッセージが掲載された。
2012年8月26日のセリエA開幕戦、カターニャ戦でローマでのデビューを飾った。移籍1年目は計32試合に出場した。
2013年9月22日のラツィオとのローマ・ダービーでフランチェスコ・トッティのクロスを左足でボレーして移籍後初得点となる先制点を記録、涙を流して感情を爆発させた。しかし同年11月10日のサッスオーロ戦以降はスポーツヘルニアの影響で長期離脱。2014-15シーズン最終戦である2015年5月31日の古巣パレルモ戦で、567日ぶりの出場を果たした。
ローマとの契約は2015年6月末で満了していたが、2015年8月12日に現役引退を表明。引退後はチームスタッフとしてローマに残ると共に、FOXスポーツのサッカー解説なども務めている。

### 代表

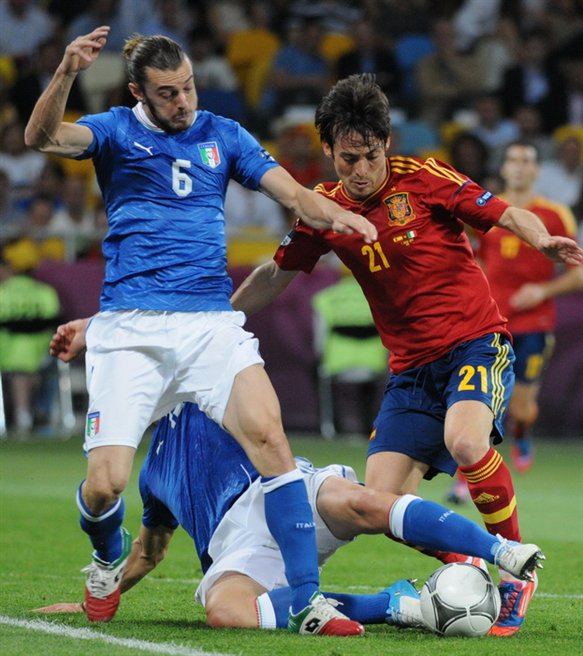
イタリア代表でプレーするバルザレッティ（左）
EURO 2012決勝、スペイン戦

イタリア代表としては、U-20、U-21代表でプレー。
2010年11月14日にフィオレンティーナ時代の指揮官であるチェーザレ・プランデッリにより初めてA代表に選出され、ルーマニアとの親善試合でフル出場し代表デビューを果たした。
UEFA EURO 2012に臨むイタリア代表メンバーに選出されると、3-5-2のフォーメーションで臨んだ初戦と第2戦は出番がなかったものの、4-4-2のフォーメーションを組んだ第3戦のアイルランド戦、準々決勝イングランド戦、準決勝ドイツ戦では先発フル出場を果たした。特にドイツ戦では、出場停止のクリスティアン・マッジョと負傷したイニャツィオ・アバーテの代わりに右サイドバックでプレーし、終了間際にハンドリングでPKを与えてしまったものの、イタリアの決勝進出時に貢献した。決勝のスペイン戦ではベンチスタートとなったが、ジョルジョ・キエッリーニの負傷により途中出場。イタリアは0-4で敗れ、準優勝に終わった。

## 人物
当時の妻との間に、2006年と2008年に2人の娘が生まれている。2011年6月13日にフランス・パリのオペラ座のバレリーナであるエレオノーラ・アバニャートと結婚した。ノルマンニ宮殿で結婚式を挙げ、マッティア・カッサーニとジョルジョ・キエッリーニが立会人となった。2012年1月24日にはエレオノーラとの間に、三女が生まれた。2015年には、息子が誕生している。2012年にローマに移籍した理由として、妻の仕事への配慮も挙げている。
2012年7月21日に両親の故郷であるペッツァーナの名誉市民となった。
パレルモ移籍以降は背番号に42番を選択しているが、これは父親の生年である1942年に由来する。

## 個人成績

### クラブ
| チーム             | シーズン  | リーグ   | リーグ | リーグ | コッパ・イタリア | コッパ・イタリア | 国際大会1 | 国際大会1 | 期間通算 | 期間通算 |
| チーム             | シーズン  | リーグ   | 出場   | 得点   | 出場             | 得点             | 出場      | 得点      | 出場     | 得点     |
| ------------------ | --------- | -------- | ------ | ------ | ---------------- | ---------------- | --------- | --------- | -------- | -------- |
| ヴァレーゼ         | 1999-2000 | セリエC1 | 17     | 0      | —                | —                | —         | —         | 17       | 0        |
| ヴァレーゼ         | 2000–01   | セリエC1 | 27     | 0      | 2                | 0                | —         | —         | 29       | 0        |
| シエナ             | 2001-02   | セリエB  | 16     | 0      | 4                | 0                | —         | —         | 20       | 0        |
| トリノ             | 2002-03   | セリエA  | 13     | 0      | 1                | 0                | —         | —         | 14       | 0        |
| トリノ             | 2003-04   | セリエB  | 39     | 0      | —                | —                | —         | —         | 39       | 0        |
| トリノ             | 2004-2005 | セリエB  | 38+4   | 1+1    | 7                | 0                | —         | —         | 49       | 2        |
| ユヴェントス       | 2005-06   | セリエA  | 20     | 0      | 4                | 0                | 4         | 0         | 28       | 0        |
| ユヴェントス       | 2006-07   | セリエB  | 37     | 2      | 3                | 0                | —         | —         | 40       | 2        |
| フィオレンティーナ | 2007-08   | セリエA  | 6      | 0      | 2                | 0                | 3         | 0         | 11       | 0        |
| パレルモ           | 2007-08   | セリエA  | 16     | 0      | —                | —                | —         | —         | 16       | 0        |
| パレルモ           | 2008-09   | セリエA  | 33     | 0      | 1                | 0                | —         | —         | 34       | 0        |
| パレルモ           | 2009-10   | セリエA  | 34     | 1      | 2                | 0                | —         | —         | 36       | 1        |
| パレルモ           | 2010-11   | セリエA  | 33     | 2      | 4                | 0                | 7         | 0         | 44       | 2        |
| パレルモ           | 2011-12   | セリエA  | 27     | 0      | 0                | 0                | 2         | 0         | 29       | 6        |
| ローマ             | 2012-13   | セリエA  | 27     | 0      | 5                | 0                | —         | —         | 32       | 0        |
| ローマ             | 2013-14   | セリエA  | 4      | 1      | 0                | 0                | —         | —         | 4        | 1        |
| 通算               | 通算      | 通算     | 387+4  | 7+1    | 35               | 0                | 16        | 0         | 442      | 8        |

1UEFAチャンピオンズリーグ、UEFAヨーロッパリーグを含む。

### 代表
| 年   | 代表国   | 出場 | 得点 |
| ---- | -------- | ---- | ---- |
| 2010 | イタリア | 1    | 0    |
| 2011 | イタリア | 6    | 0    |
| 2012 | イタリア | 8    | 0    |
| 通算 | 通算     | 15   | 0    |

## 獲得タイトル

### クラブ
ユヴェントス
- セリエB：2006-07

### 個人
- セリエA ベストイレブン：2011-12